# Family (The Chainsmokers & Kygo)
Family is een nummer van uit 2019 van het Amerikaanse dj-duo The Chainsmokers en de Noorse dj Kygo. Het is de achtste single van The Chainsmokers' derde studioalbum World War Joy.
Het nummer flopte in Amerika, maar werd in een paar Europese landen wel een klein hitje. In Kygo's thuisland Noorwegen haalde het een bescheiden 31e positie. In de Nederlandse Top 40 schopte het nummer het tot de 25e positie, terwijl in Vlaanderen de 2e positie in de Tipparade werd gehaald.